# Kolosisti
Kolosisti (del ruso: Колосистый) es un posiólok del distrito Prikubanski de la ókrug urbano de Krasnodar del krai de Krasnodar, en el sur de Rusia. Está situado en las tierras bajas de Kubán-Azov, al norte del curso del río Kubán, 12 km al noroeste del centro de Krasnodar. Tenía 2080 habitantes en 2010
Pertenece al municipio Beriózovski.

## Historia
Desde la década de 1930 se edificaron viviendas en el emplazamiento actual, pertenecientes al sovjós Don, más tarde rebautizado Kalíninski y, en la década de 1970, Vtóroye otdeleniye KNIISJ. 
Entre el 12 y el 18 de febrero de 1943, durante la Gran Guerra Patria se desarrollaron, en los campos del sovjós, combates por la liberación de los suburbios de Krasnodar en los que participó la 249.ª División de Tanques del Frente del Cáucaso Norte, que consiguió la liberación de la zona a finales de ese mes. 
La localidad recibió su nombre actual el 11 de marzo de 1977, por decisión del Consejo Municipal de Krasnodar sobre territorios de varias granjas de los ókrug Léninski, Pervomaiski y Sovetski de la ciudad.

## Educación
En la localidad se halla la escuela media nº68 y la guardería nº163 y cuenta con una biblioteca.

## Religión
En 2010 se edificó la iglesia de Santa Xenia de San Petersburgo.

## Economía
La principal compañía de la ciudad es la empresa agrícola "Kolos".

## Lugares de interés
En la localidad se halla un monumento conmemorativo a los tanquistas caídos en los combates por la liberación de Krasnodar en febrero de 1943.